# Mauro Maidana
Mauro Ángel Maidana (Esperanza, 12 luglio 1990) è un calciatore argentino, difensore del Deportivo Táchira.

## Caratteristiche tecniche
È un terzino sinistro.

## Carriera
Cresciuto nelle giovanili dell'Unión (SF), debutta in prima squadra il 23 agosto 2009 disputando il match vinto contro il Gimnasia (J) per 3-2.
La sua prima rete la mette a segno il 17 novembre 2009, aprendo le marcature nella vittoria per 2-0 contro l'Olimpo.

## Palmarès

### Club

#### Competizioni nazionali
- Primera B Nacional: 1

Ind. Rivadavia: 2023
- Campionato venezuelano: 1

Deportivo Tachira: 2024